# Margaret Elizabeth O'Brien
Margaret Elizabeth O’brien (1711-1787) fue una noble y espía de origen irlandés.

## Biografía
Fue hija del irlandés Eugene O’Brien y de N Ballecour, hija del gobernador de Douai en los Países Bajos españoles. En la corte francesa se especulaba que fuera hija ilegítima del cardenal Pierre Guérin de Tencin, quien se refería a Margaret como:
ma belle niéce, en español, mi bella sobrina.
En 1726 contrajo matrimonio con su pariente, Daniel 0’Brien, por entonces militar en el ejército francés. Desde este momento, sería conocida como Madame O'Brien. Tras haber tenido un hijo, James Daniel (1736-1780), el matrimonio se separaría.
Tras su matrimonio, Margaret, residiría en París y sería un importante personaje, llegando a ser amante de personajes como Charles de Saint-Albin, arzobispo de Cambrai e hijo ilegítimo del regente Felipe, duque de Orléans; o de Marmontel. Asimismo jugó un importante papel como espía e intrigante en la corte francesa en favor de la corona española, en especial durante la embajada ante Luis XV de Fernando de Silva y Álvarez de Toledo, entonces duque de Huéscar. Tras una serie de negociaciones llevadas a cabo por el cardenal Silvio Valenti Gonzaga, y por interposición de Benedicto XIV, recibió el nombramiento de Señora de Honor de Isabel de Farnesio, reina consorte de España como esposa de Felipe V. Nunca llegaría a servir como Señora de honor en la corte de España, sencillamente recibía el sueldo y se le ordenó permanecer en la corte de Luis XV.

Sobre Margaret y su carácter, el marqués de la Ensenada escribió a Huéscar en 1746:
La madame O'Brien es tan diablo como expliqué a Vm [...] Esto supuesto no la huya, sírvase con ella con cautela pues considérela capaz de comer a dos carrillos.
Desde 1745, su marido pasaría a servir al pretendiente jacobita al trono británico, Jacobo Francisco Eduardo Estuardo. Primero fue enviado en París de ese príncipe y después pasó a vivir cerca de este en su exlio en Roma. Del pretendiente jacobita recibió Daniel O’Brien el título de conde de Lismore, por lo que de forma habitual, Margaret O’Brien sería conocida en Francia como Madame de Lismore. Tras la firma del Tratado de Aquisgrán en 1748, por el que Luis XV reconocía la legitimidad de la casa de Hanover en el trono inglés (contra las pretensiones de Jacobo Francisco Eduardo Estuardo), su posición en París se volvió complicada. Por ejemplo, llegó a dejar de recibir a los miembros de la corte salvo al nuncio del papa Benedicto XIV.
Finalmente acabaría recibiendo orden de salir de la corte francesa en enero de 1749. Margaret pasaría a vivir a Orléans, donde enfermaría. Según las  memorias de René Louis de Voyer de Paulmy, marqués de Argenson, el origen de este exilio estaría en la caída de Ensenada quien era cercano a la entonces reina viuda, Isabel de Farnesio y la pujanza de Carvajal, cercano al rey Fernando VI de España. En enero del año siguiente, volvería a la corte por orden de Luis XV. Esta orden vino acompañada de una admonición a que no intrigará más, así como una explicación de Luis XV explicando que el exilio se debió a su ministro Maurepas. Ese mismo año, su marido había sido nombrado.
En la década de 1750 Margaret se encontraría en el centro de una polémica genealógica por la información publicada por Moreri en su Diccionario, respecto de su ascendencia. Fue Charles O'Brien, conde de Thomond y mariscal de Francia; quién se posicionó contra el parentesco con Margaret y su marido, que vendría a derivarse de la información aportada por Margaret para el Diccionario, conocido comúnmente como Moreri.
En 1757, cuatro años después de que el duque de Huéscar dejara su embajada, recibió una orden de Luis XV para su exilio a la ciudad francesa de Caen. Dos años después es nombrada en las memorias de Casanova, acompañando a Charles de Saint-Albin.
Murió en 1787.

## Matrimonio y descendencia
De su matrimonio tendría un hijo, James Daniel, que fue definido por el memorialista francés, Charles-Philippe d'Albert, duque de Luynes, como:
Qui’est d’une figure agréable, et qui a beaucoup d’esprit et des talents.

(en español), Que tiene un aspecto agradable y que tiene mucha inteligencia y talentos.
Su hijo  emprendió la carrera militar en el ejército bávaro y contrajo matrimonio con Angélique Antoinette Marie Thévenot des Fontaines, el 11 de enero de 1766 en la iglesia de San Sulpicio de París.